# Tête des Toillies
La tête des Toillies, ou tête Noire, en italien roc della Niera, est un sommet du massif d'Escreins, situé dans les Alpes à la frontière franco-italienne. Il culmine à une altitude de 3 175 ou 3 177 mètres. Il surplombe le refuge et le lac de la Blanche. C'est un sommet difficile d'accès car il nécessite une ascension rocailleuse. Il se trouve à la jonction du Queyras, de l'Ubaye et du val Varaita.

## Ascension
Il faut tout d'abord emprunter le sentier vers le refuge et le lac de la Blanche, dans la Vallée de la Blanche. Arrivé à ce point, il faut prendre la direction du col de la Noire pour ensuite monter dans des éboulis où il faut se tenir le plus proche de la paroi. La descente s'effectue par le même chemin.